# Sušice (ort i Tjeckien, Olomouc)
Sušice är en ort i Tjeckien.   Den ligger i regionen Olomouc, i den östra delen av landet, 230 km öster om huvudstaden Prag. Sušice ligger 228 meter över havet och antalet invånare är 324.
Terrängen runt Sušice är huvudsakligen platt, men norrut är den kuperad. Runt Sušice är det ganska tätbefolkat, med 72 invånare per kvadratkilometer. Närmaste större samhälle är Přerov, 7,1 km sydväst om Sušice. Trakten runt Sušice består till största delen av jordbruksmark.